# Scoparia hassleriana
Scoparia hassleriana är en grobladsväxtart som beskrevs av Chod.. Scoparia hassleriana ingår i släktet Scoparia och familjen grobladsväxter. Inga underarter finns listade i Catalogue of Life.